# Claudia De Angelis
Claudia De Angelis (řeholním jménem: Claudia od Kříže; 5. dubna 1675 Anagni – 29. června 1715 Řím) byla italská řeholnice, zakladatelka kongregace Cisterciáckých sester milosrdenství a mystička.

## Život
Narodila se 5. dubna 1675 v Anagni jako dcera chudých šlechticů Alessandra De Angelis a Elisabetty Spinelli. Od narození trpěla špatným zdravím, mimo jiné kvůli zanedbávání ze strany matky, kdy stala se obětí různých nehod, které ji vystavily riziku smrti. Z tohoto důvodu byla 8. září 1678 ve věku pouhých tří let biřmována.
Kolem desíti let, několik dní po prvním svatém přijímání, měla poprvé vizi Ježíše, který s ní mluvil o „nebeském sňatku“. Následně se jí denně zjevovala svatá Kateřina Sienská, která se později stala její „duchovní učitelkou“ na dalších zhruba deset let. Její okolí ji považovalo za blázna. Kolem 15 let se stala objektem pozornosti svého strýce Giovanniho Battisty Spinelliho, kterého odmítala, za což ji před rodinou a okolím zdiskreditoval.
Roku 1696 se stala duchovní dcerou otce Filippa Ciammaricone ze Sezze. Následující rok smrtelně onemocněla. Na smrtelném lůžku po poradě s otcem Filippem učinila rozhodnutí starat se o potřebné, krátce na to se zázračně uzdravila. Již v roce 1698 ji začaly následovat mladé ženy z oblasti Anagni a založily první modlitební skupinu. Zároveň se objevily první známky nepřátelství ze strany jejího bratra Pietra Paola, který se ji nejprve pokusil zastavit a dokonce zabít otce Ciammariconeho. V lednu 1699 ji obvinil z kacířství a čarodějnictví. Vyšetřování vedené Svatým oficiem však skončilo verdiktem neviny. Na Štědrý den téhož roku se definitivně rozhodla zasvětit svůj život Bohu a stala se tajnou dominikánskou terciářkou.
Na Vánoce roku 1700, během extáze, slíbila založit zbožné místo pro vzdělávání dívek. Dne 25. května 1709 založila školu La Scuola Pia della Carità, která roku 1713 získala papežskou patronaci.
Claudia se začala starat o nemocné a chudé, ale navzdory tomu se její vztahy s rodinou a občany nezlepšily. Okolím se šířily pomluvy (např. že otěhotněla se zpovědníkem) a její mladší bratr Pietro Paolo ji mnohokrát bil. Po zemětřesení v roce 1703 však mnoho jejích spoluobčanů prosilo o odpuštění.
V březnu 1703 se přestěhovala se svým bratrem Ambrogiem do Marina, kde zůstala až do roku 1705, než se přestěhovala do Říma. V únoru 1706 znovu onemocněla. Při této příležitosti se setkala s otcem Giovannim Marangonim, který se stal jejím druhým duchovním vůdcem. Po opětovném uzdravení pokračovala ve své charitativní činnosti v Římě a navazovala přátelství s různými místními náboženskými osobnostmi, zejména s otcem Carlem Testèm.
Po dalším zhoršení jejího zdraví (srpen 1712) bylo rozhodnuto o jejím přestěhování do Segni, kde ji biskup Filippo Michele Ellis požádal, aby založila novou školu. Její bratr se snažil stavbu školy přerušit. Od června 1715 se její zdraví zhoršilo natolik, že nemohla ani jíst, ani pít. Zemřela 29. června kolem 17.00.
Její dílo a komunita sester bylo roku 1949 přetvořeno na řeholní kongregaci Cisterciáckých sester milosrdenství.

## Proces svatořečení
Proces byl zahájen v 90. letech 20. století v diecézi Anagni-Alatri.